# Distretto di Payariq
Il distretto di Payariq è uno dei 14 distretti della Regione di Samarcanda, in Uzbekistan. Il capoluogo è Payariq.